# Le Meix
Le Meix település Franciaországban, Côte-d’Or megyében. Lakosainak száma 43 fő (2022. január 1.). Le Meix Barjon, Poiseul-lès-Saulx és Salives községekkel határos.

## Népesség
A település népességének változása:
| Lakosok száma | 90   | 60   | 44   | 46   | 47   | 50   | 52   | 49   | 46   | 43   |
|               | 1962 | 1975 | 1990 | 2006 | 2011 | 2013 | 2016 | 2018 | 2020 | 2022 |